# A holnap markában
A holnap markában (Tomorrow Never Dies) 1997-ben bemutatott brit kalandfilm, ami a tizennyolcadik James Bond-film. Bond szerepét másodszor alakítja Pierce Brosnan.

## Cselekmény
A film főcíme előtti felvezetőben a történet szempontjából egyetlen fontos személy tűnik fel: Henry Gupta (Ricky Jay), aki egy amerikai műhold-kódolókészüléket szerzett egy illegális orosz fegyverbazárban. Az ott lévő nukleáris robbanófejeket James Bond (Pierce Brosnan) egy MiG–21-es vadászgéppel (amit a filmben egy L-39 Albatros "alakít") együtt kimenekíti a bazár ellen indított brit légicsapás elől. 
Nem sokkal később a Devonshire nevű brit hadihajó és legénysége odavész egy incidensben a Dél-kínai-tengeren, ahol a kínai vizekre tévedt hajót látszólag a kínai légvédelem süllyeszti el.  Az események mögött valójában a befolyásos, nemzetközi médiamogul, Elliot Carver (Jonathan Pryce) áll, aki feszültséget szít Nagy-Britannia és Kína között, hogy legyen miről beszámolnia a sajtótermékeiben, köztük a Holnap című újságjában. Egy lopakodó hajóról vízifúrót indíttatott el, amivel elsüllyesztette a hajót, a legénységét lelövette, a roncsról pedig egy rakétát hozatott el. 
Bond épp Oxfordban egy „skandináv nyelvet tanul”, miközben értesül a történtekről. Londonba érve ő maga visz (akaratlanul) döntő erejű bizonyítékot: a Holnap című napilap egy példányát, aminek címlapján az áll, hogy a brit hajó legénységét kínai lövedékekkel ölték meg. Ennek kapcsán a védelmi miniszter a támadás mellett dönt. „M” (Judi Dench) gyanítja, hogy Carver áll az események mögött, ezért megbízza Bondot, hogy szerezzen bizonyítékot Carver ellen, mielőtt nyílt katonai konfliktussá válik a helyzet a két ország között, és erre mindössze két napja van.
Bond haladéktalanul Hamburgba utazik, ahol Carver egy új sajtóközpontot avat fel vállalata a CMGN részére. Carver felesége Paris (Teri Hatcher) korábban Bond szeretője volt, ezért általa szeretne információkhoz jutni. Az estélyen összefutnak, ahol Bond kap tőle egy jókora pofont, amiért évekkel ezelőtt faképnél hagyta. Feltűnik a helyszínen Wai Lin (Michelle Yeoh), aki az Új Kína hírügynökség tudósítójaként adja ki magát, miközben ő a kínai titkosszolgálatnak dolgozik. Carvernek nem tetszik, ahogy Bond szaglászik utána, ezért embereivel, Stamperrel (Götz Otto) igyekszik jobb belátásra bírni. Ám Bond gyorsan kiszabadul és az estélyt egy áramszünettel tönkreteszi. Carver ezután Gupta segítségével kideríti, hogy a felesége hazudott. Megöleti a nőt Dr. Kaufmannal (Vincent Schiavelli), de a műholdkódoló-készüléket nem tudja sem meggátolni, sem visszaszerezni a 007-estől. 
Másnap Bond egy amerikai légitámaszponton visszaadja a kódolót, ahol megállapítják, hogy a készüléket elállították, és a Devonshire valójában jóval távolabb, vietnámi vizeken lett elsüllyesztve. A hajóroncsban James és Wai Lin újra összetalálkozik, és észreveszik az egyik rakéta eltűnését. A felszínre érve azonban foglyul esnek: Carver saigoni palotájába viszik őket. Ahol rájönnek, hogy kínai magas rangú tisztek is részt vesznek az összeesküvésben. Kiszabadulva a fogságból James és Lin szövetséget kötnek: együtt kutatják fel a lopakodó hajót, amiről Carver a rakétát akarja kilőni Pekingre, kirobbantva ezzel a háborút, cinkosát pedig ezáltal vezetői pozícióba hozni, aminek következtében kizárólagos adásjogot nyer a kínai CMGN televízióban. 
Ketten elindulnak a Ha-Long öbölbe, ahol a hajó esetleges tartózkodási helyét vélték felfedezni. Sikeresen feljutnak a fedélzetre. Stamper elkapja Lint, de James rövidesen kiszabadítja, miközben léket robbant a hajón, ezzel láthatóvá téve a járművet az egymáshoz közeledő felfegyverzett brit és kínai hadiflották számára. A britek üldözőbe is veszik Carver hajóját, ami igyekszik kicsúszni a flotta szorításából, ám Lin szétlövi a gépházban a vezérlést, így a hajó leáll. A rakéta kilövését beprogramozzák, James ezt megpróbálja megállítani. Ekkor szembekerül Elliottal, akit végül annak saját vízifúrójával öl meg. Stamper eközben ismét foglyul ejti Lint és ő is megküzd a 007-essel. Az utolsó pillanatban James megmenekül, a rakéta Stamperrel együtt felrobban a hajótestben. A víz alatt fuldokló Lint pedig James megmenti, csókkal bevitt lélegeztetéssel.
A roncsok között várják egymás lágy ölelésében, hogy a H.M.S. Bedford megtalálja őket. Eközben Londonban „M” megírja Carver „nekrológját” a sajtónak szánt jelentésében.

## Szereplők
| Szerep                                        | Színész            | Magyar hang    |
| --------------------------------------------- | ------------------ | -------------- |
| James Bond                                    | Pierce Brosnan     | Kautzky Armand |
| Elliot Carver                                 | Jonathan Pryce     | Papp János     |
| Wai Lin                                       | Michelle Yeoh      | Tóth Ildikó    |
| Paris Carver                                  | Teri Hatcher       | Igó Éva        |
| Henry Gupta                                   | Ricky Jay          | Hankó Attila   |
| Stamper                                       | Götz Otto          | Kaszás Attila  |
| Jack Wade                                     | Joe Don Baker      | Orosz István   |
| Dr. Kaufman                                   | Vincent Schiavelli | Verebély Iván  |
| „M”                                           | Judi Dench         | Schubert Éva   |
| „Q”                                           | Desmond Llewelyn   | Galamb György  |
| Miss Moneypenny                               | Samantha Bond      | Zsurzs Kati    |
| Charles Robinson                              | Colin Salmon       | Anger Zsolt    |
| Roebuck admirális                             | Geoffrey Palmer    | Kristóf Tibor  |
| Védelmi miniszter                             | Julian Fellowes    | Bácskai János  |
| Buharin tábornok                              | Terence Rigby      | Kardos Gábor   |
| Dr. Dave Greenwalt                            | Colin Stinton      | Végh Péter     |
| Kapitány, (Chester hadihajó)                  | Bruce Alexander    | Vizy György    |
| Tüzértiszt, (Chester hadihajó)                | Anthony Green      | Albert Péter   |
| Kelly admirális, (Bedford hadihajó)           | Michael Byrne      | Pataky Imre    |
| Kapitány, (Bedford hadihajó)                  | Pip Torrens        | Csuha Lajos    |
| Légvédelmi tiszt, (Bedford hadihajó)          | Hugh Bonneville    | Pálfai Péter   |
| Richard Day parancsnok, (Devonshire hadihajó) | Christopher Bowen  | Holl Nándor    |

## Érdekesség
A Bond-filmek kisebb, általában néma statisztaszerepeket vállaló producere, Michael G. Wilson itt is felbukkan, ezúttal szöveges szerepben: bizonyos Tom Wallace-t alakítja, Carver egyik emberét, aki a film eleji konferenciabeszélgetés során ígéretet tesz rá, hogy egy kompromittáló felvétellel „befeketíti” az amerikai elnököt. Gerard Butler is kapott a filmben egy kis szerepet. Ez volt élete második filmje, amiben a HMS Devonshire hadihajón volt vezető tengerésztiszt.
A nyitó jelenetben az illegális orosz fegyverbazárból a nukleáris robbanófejeket elszállító sugárhajtású gép nem MiG (bár a filmben akként hivatkoznak rá), hanem egy cseh gyártmányú Aero Vodochody L-39 Albatros (ami egyébként alkalmatlan nukleáris fegyver alkalmazására, hiszen egy kiképzőgép) 